# Crnoljevica
Crnoljevica (en serbe cyrillique : Црнољевица) est un village de Serbie situé dans la municipalité de Svrljig, district de Nišava. Au recensement de 2011, il comptait 187 habitants.
Crnoljevica est située sur les bords du Svrljiški Timok.

## Démographie
| 1948 | 1953 | 1961 | 1971 | 1981 | 1991 | 2002 | 2011 |
| ---- | ---- | ---- | ---- | ---- | ---- | ---- | ---- |
| 661  | 675  | 571  | 477  | 399  | 330  | 219  | 187  |

|  |